# Afghaans cricketelftal (mannen)
Het Afghaans cricketelftal is het nationale cricketelftal van Afghanistan. Het land hoort bij de beste ter wereld. Als elfde land kreeg het in 2017 van de International Cricket Council (ICC) de status van testnatie. De Afghaanse bond werd in 1995 opgericht en werd lid van de ICC in 2001.

## Successen
Anno 2020 haalde Afghanistan twee keer het wereldkampioenschap maar kwam het niet verder dan de eerste ronde. Op het wereldkampioenschap Twenty20 werd in 2016 tijdens de vierde deelname voor het eerst de tweede ronde bereikt. 
Aan de prestigieuze ICC Trophy werd twee keer deelgenomen. Dit is het afrondende toernooi van de wk-kwalificatie. Tot 2014 mochten alleen de niet-testnaties mee doen en haalde Afghanistan in 2009 de negende plaats. Vanaf 2018 doen ook een aantal testlanden mee die zich niet direct plaatsten voor het wk. Afghanistan was een van die landen en wist het toernooi te winnen.
De ICC Intercontinental Cup, een voormalig toernooi bestaande uit first-class-wedstrijden waar alleen de grote testnaties niet aan mee mogen doen, won Afghanistan twee keer; in  2010 en 2017.

## Resultaten op internationale toernooien

### Wereldkampioenschap
| 1975-2003 · Geen lid van de ICC 2007 · Niet gekwalificeerd | 2011 · Niet gekwalificeerd 2015 · Eerste ronde | 2019 · Eerste ronde |

### Wereldkampioenschap Twenty20
| 2007 · Niet gekwalificeerd 2009 · Niet gekwalificeerd | 2010 · Eerste ronde 2012 · Eerste ronde | 2014 · Eerste ronde 2016 · Tweede ronde |

### Wereldkampioenschap testcricket
| 2021 · Niet gekwalificeerd |

### Overige belangrijke toernooien
| ICC Champions Trophy                                       | ICC World Cup Qualifier (ICC Trophy)                                                                                             | ICC Intercontinental Cup | Asia Cup |
| ---------------------------------------------------------- | --- | --- | --- |
| - 1998-2000: Geen ICC-lid - 2002-2017: Niet gekwalificeerd | - 1979-2001: Geen lid van de ICC - 2005: Niet gekwalificeerd - 2009: Vijfde - 2014: Reeds voor WK gekwalificeerd - 2018: Winnaar | - 2004: Niet gekwalificeerd - 2005: Niet gekwalificeerd - 2006-07: Niet gekwalificeerd - 2007-08: Niet gekwalificeerd - 2009-10: Winnaar - 2011-13: Tweede - 2015-17: Winnaar | - 1984-2000: Geen lid van de Aziatische bond - 2004: Niet gekwalificeerd - 2008: Niet gekwalificeerd - 2010: Niet gekwalificeerd - 2012: Niet gekwalificeerd - 2014: Eerste ronde - 2016: Niet gekwalificeerd - 2018: Vierde - 2020: ? |